# HMS Albemarle (1901)
O HMS Albemarle foi um couraçado pré-dreadnought operado pela Marinha Real Britânica e a terceira embarcação da Classe Duncan. Sua construção começou em janeiro de 1900 no Estaleiro Real de Chantham e foi lançado ao mar em março do ano seguinte, sendo comissionado na frota britânica em novembro de 1903. Era armado com uma bateria principal composta por quatro canhões de 305 milímetros montados em duas torres de artilharia duplas, tinha um deslocamento carregado de mais de quinze mil toneladas e alcançava uma velocidade máxima de dezenove nós.
O Albemarle teve um início de carreira tranquilo e sem grandes incidentes. Passou seus primeiros dois anos de serviço na Frota do Mediterrâneo, voltando então para casa e integrando primeiro a Frota do Canal, depois a Frota do Atlântico e por fim a Frota Doméstica. A Primeira Guerra Mundial começou em 1914 e o navio foi inicialmente usado em patrulhas no Mar do Norte e Canal da Mancha. Foi enviado para a Rússia em 1916, desempenhando deveres de guarda e também atuando como quebra-gelo. Foi tirado de serviço depois de voltar para casa e acabou desmontado em 1920.